# هوانگ-هی-یونگ
هوانگ-هی-یونگ (انگلیسی: Hwang Hye-young؛ زادهٔ ۱۶ ژوئیهٔ ۱۹۶۶) بدمینتون‌باز اهل کره جنوبی است.